# Politik in Hamburg

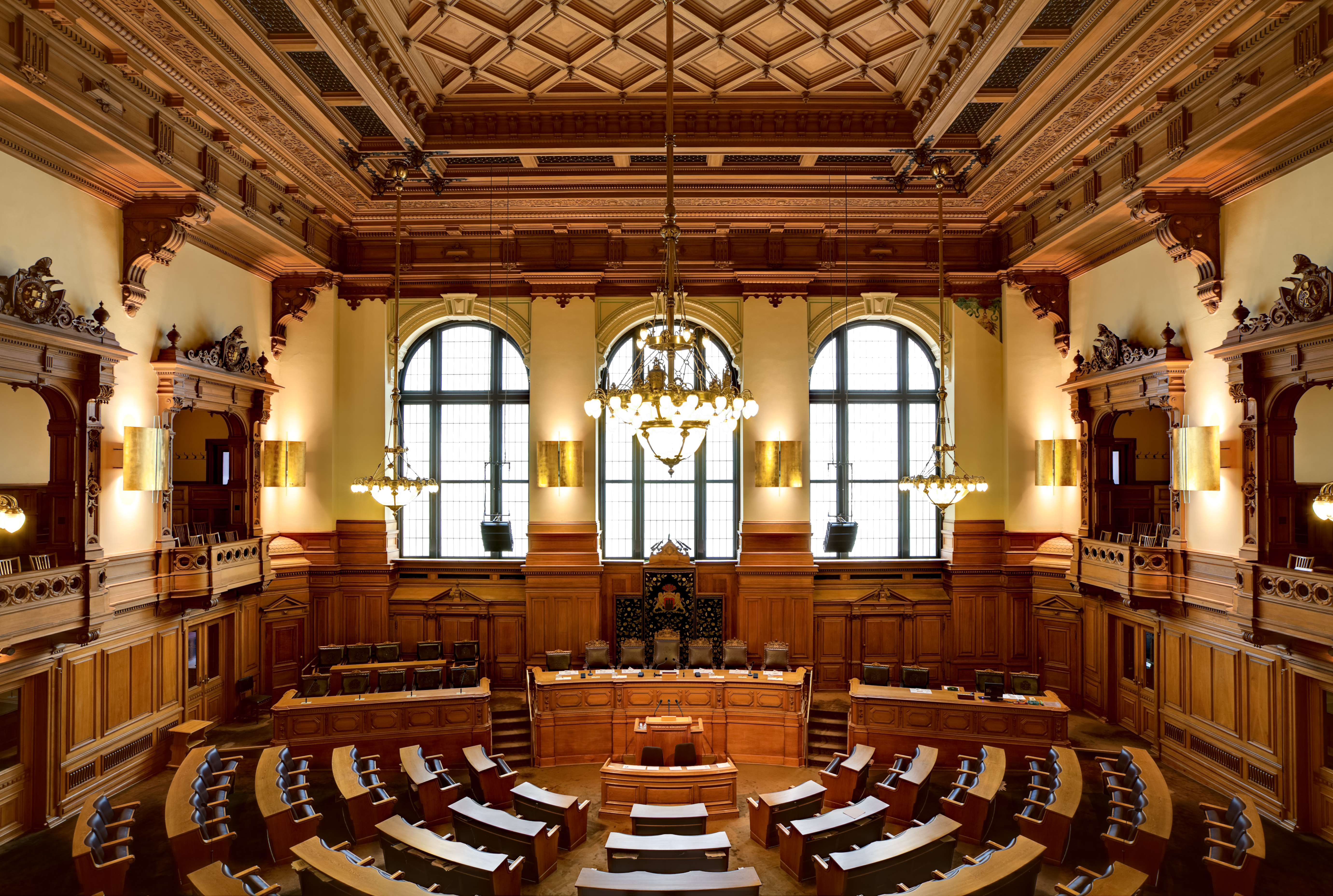
Plenarsaal der Hamburgischen Bürgerschaft im Hamburger Rathaus

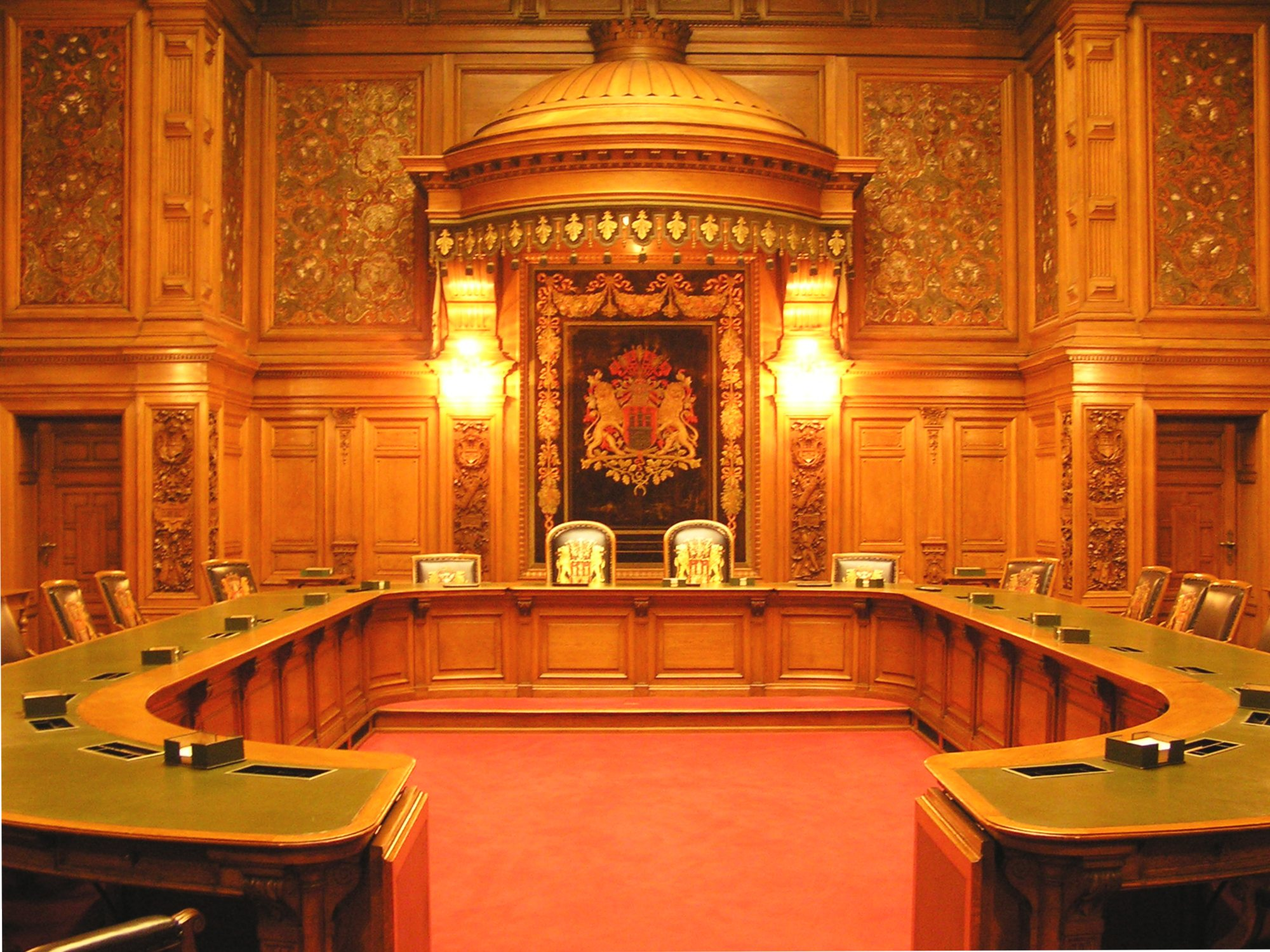
Sitzungssaal des Senates: Die Ratsstube im Senatsgehege des Rathauses

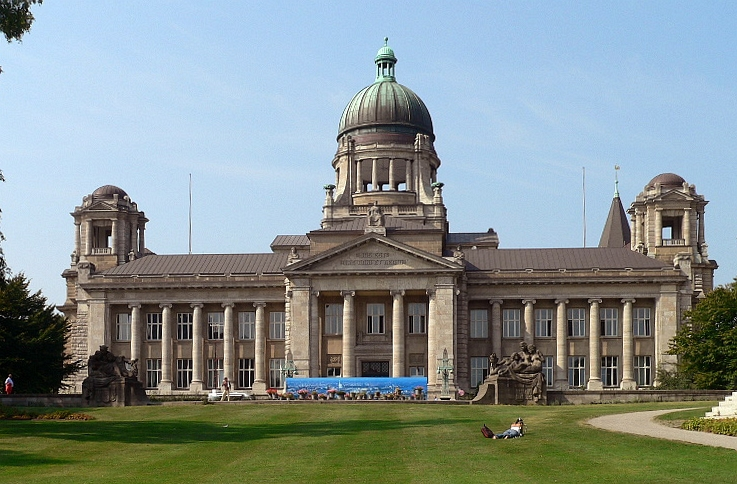
Sitz des Hamburgischen Verfassungsgerichts und Hanseatischen Oberlandesgerichts

Politik in Hamburg hat eine Besonderheit darin, dass es sich beim Stadtstaat Freie und Hansestadt Hamburg sowohl um eine Gemeinde als auch um einen Gliedstaat handelt. Hamburger Politik dreht sich dementsprechend von Details der Kommunalpolitik bis hin zum bundespolitischen Einfluss des Landes durch den Bundesrat.

## Politisches System Hamburgs
Rechtliche Grundlagen des politischen Systems sind das Grundgesetz für die Bundesrepublik Deutschland und die Verfassung der Freien und Hansestadt Hamburg.
Die Freie und Hansestadt Hamburg besitzt als Gliedstaat (Land) der Bundesrepublik Deutschland eigene Staatlichkeit. Sie ist Republik, Demokratie, Sozialstaat und Rechtsstaat. Zugleich ist sie eine einzige Gemeinde (Einheitsgemeinde), eine Trennung zwischen staatlichen und gemeindlichen Aufgaben findet gemäß nach Artikel 4 der Verfassung der Freien und Hansestadt Hamburg nicht statt.
Im Sprachgebrauch der Flächenländer entsprechen:
| Hamburg                       | Flächenland                                                                      |
| ----------------------------- | -------------------------------------------------------------------------------- |
| Freie und Hansestadt Hamburg  | Bundesland und zugleich Gemeinde                                                 |
| Bürgerschaft                  | Landtag und zugleich Gemeinderat                                                 |
| Senat                         | Landesregierung und zugleich kommunale Verwaltungsspitze sowie Staatsoberhaupt   |
| Erster Bürgermeister          | Ministerpräsident und zugleich Bürgermeister                                     |
| Zweiter Bürgermeister         | Stellvertreter des Ministerpräsidenten und des Bürgermeisters                    |
| Senator, Präses einer Behörde | Landesminister und zugleich Beigeordneter                                        |
| Staatsrat, Senatssyndicus     | Staatssekretär                                                                   |
| Senatskanzlei                 | Staatskanzlei                                                                    |
| Deputation                    | Besonderes Bürger-Mitwirkungsgremium, dem Senator bei dessen Behörde beigeordnet |
| Behörde                       | Landesministerium                                                                |
| Bezirk                        | staatlicher und zugleich städtischer Verwaltungsbezirk                           |
| Bezirksversammlung            | gewählte Volksvertretung auf der Ebene unterhalb der Gemeinde in den 7 Bezirken  |
| Bezirksamtsleiter             | Leiter der Verwaltung in den Bezirken                                            |

### Legislative
Die gesetzgebende Gewalt (Legislative) wird ausgeübt durch die Volksvertretung oder unmittelbar durch das Volk.

#### Hamburgische Bürgerschaft
Die Hamburgische Bürgerschaft hat als Landesparlament die Funktionen insbesondere
- der Gesetzgebung,
- der Wahl des Ersten Bürgermeisters,
- der Kontrolle des Senats.

#### Wahl
Als Volksvertretung wird die Bürgerschaft auf die Dauer von regelmäßig fünf Jahren in allgemeiner, unmittelbarer, freier, gleicher und geheimer Wahl gewählt. Mit Änderung des Hamburger Wahlrechts werden die Abgeordneten seit der Wahl 2008 in den 17 Bürgerschaftswahlkreisen mit der Möglichkeit von Anhäufung oder Verteilung mehrerer Stimmen zum Teil direkt gewählt. Das auf Grund eines Volksentscheides stark personalisierte Verhältniswahlrecht wurde anschließend nochmals erweitert (Wahl 2011). Gleiches gilt für die bislang zeitgleich durchgeführten Wahlen zu den Bezirksversammlungen, die ab 2014 parallel zur Europawahl stattfinden.

#### Volksgesetzgebung
Nach der hamburgischen Verfassung ist auch eine Gesetzgebung unmittelbar durch das Volk möglich (siehe Hauptartikel Volksgesetzgebung (Hamburg)).

### Exekutive

#### Senat der Freien und Hansestadt Hamburg
Die ausführende Gewalt (Exekutive) liegt grundsätzlich beim Senat der Freien und Hansestadt Hamburg als Landesregierung, der die Verwaltung führt und beaufsichtigt und den Stadtstaat nach außen vertritt und repräsentiert. Der Senat wird geleitet vom Ersten Bürgermeister als Präsidenten des Senats. Jeder Senator ist regelmäßig Ressortleiter (Präses) eines Ministeriums (Behörde). Der Senat kann Senatssyndici zur Unterstützung ernennen, die ihn beraten und vertreten. Diese Staatsräte (politische Beamte) sind zugleich die höchsten Beamten ihres jeweiligen Ressorts (Senatsbehörden und Ämter).
Bis zur Verfassungsänderung von 2020 durch die Rot-grüne Regierungskoalition auf Grundlage des Antrags „Für ein moderneres Verständnis von Bürgerbeteiligung an Entscheidungen der Exekutive – Weiterentwicklung von Artikel 56 HV“ waren seit Jahrhunderten jedem Senator in seiner Behörde Deputationen beigegeben, die als besondere Mitwirkungsgremien des Volkes aus darin ehrenamtlich tätigen Bürgern (Deputierten) bestehen. Mit der Abschaffung dieser traditionellen Bürgerbeteiligung scheint sich das modernere Verständnis von Bürgerbeteiligung an Entscheidungen der Exekutive allerdings zunächst erschöpft zu haben.

### Judikative

#### Hamburgisches Verfassungsgericht
Die rechtsprechende Gewalt (Judikative) wird durch das Hamburgische Verfassungsgericht und 17 weitere Gerichte des Landes ausgeübt. Die Berufsrichter der Fachgerichte werden gemäß Art. 63 der Verfassung auf Vorschlag eines Richterwahlausschusses vom Senat ernannt.

### Bezirksebene
Die Bezirke in Hamburg verfügen für dezentrale Verwaltungsaufgaben jeweils über Bezirksämter, an deren Spitze der Bezirksamtsleiter steht. Beschlüsse auf Bezirksebene werden durch die dort gewählten Parlamente, die Bezirksversammlungen, gefällt. Diese haben rechtlich allerdings die Stellung von Verwaltungsausschüssen mit eingeschränkten Kompetenzen. Sofern dortige Entscheidungen der Politik des Senats zuwiderlaufen oder gesamtstädtische Bedeutung haben, kann der Senat die Entscheidung an sich ziehen (Evokationsrecht).

### Vertretung und Politik außerhalb Hamburgs

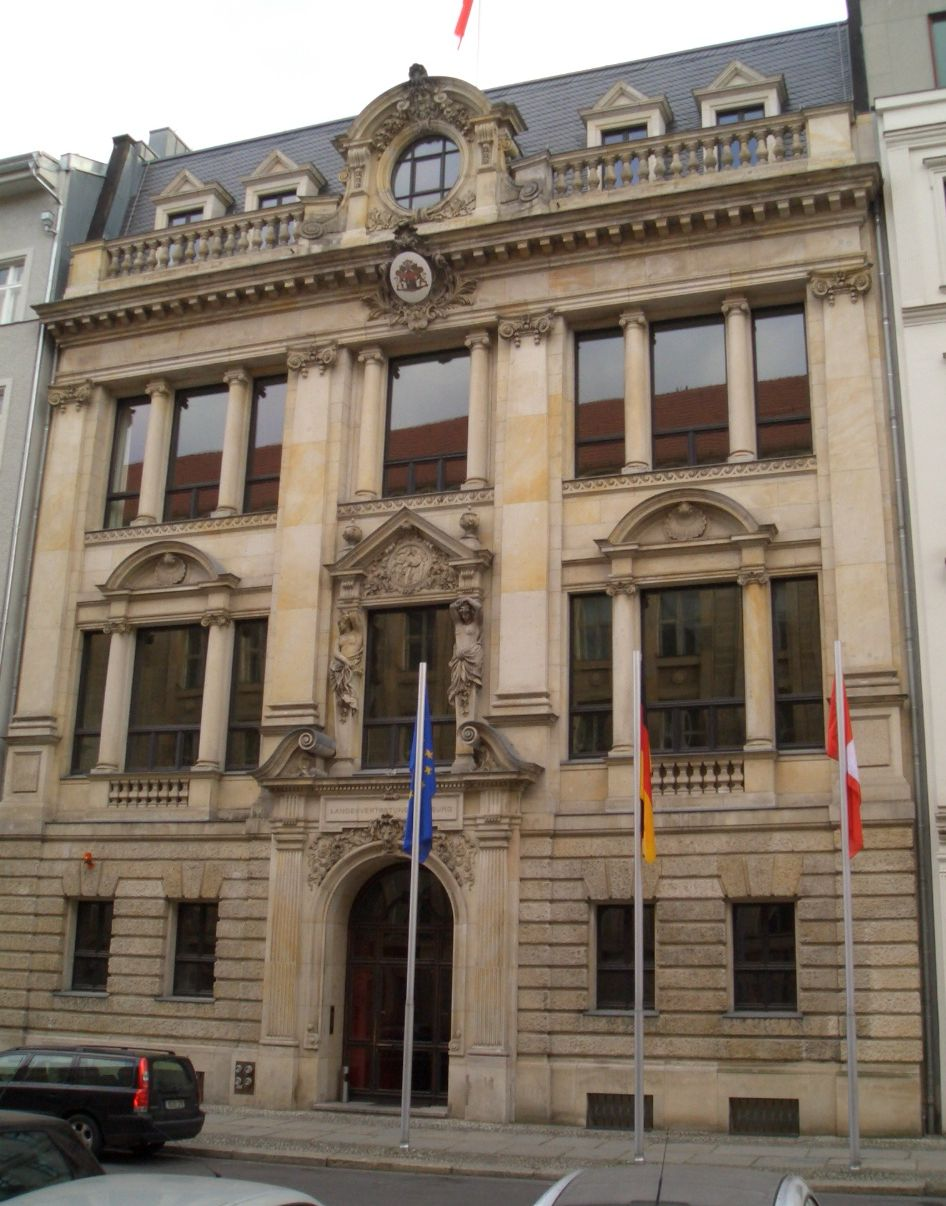
Hamburgische Landesvertretung in Berlin

Hamburg ist innerhalb der Bundesrepublik Deutschland mit drei Stimmen im Bundesrat vertreten und unterhält die Vertretung der Freien und Hansestadt Hamburg beim Bund in Berlin, mit dem Bevollmächtigten beim Bund an deren Spitze. Im Deutschen Bundestag sind Hamburger Abgeordnete über sechs Direktmandate in den Bundestagswahlkreisen Hamburg-Altona, Hamburg-Bergedorf – Harburg, Hamburg-Eimsbüttel, Hamburg-Mitte, Hamburg-Nord und Hamburg-Wandsbek sowie über die jeweiligen Landeslisten der Parteien vertreten.
Bei der Europäischen Union ist Hamburg im Europäischen Ausschuss der Regionen vertreten und unterhält in Brüssel das Hanse-Office.

## Übersicht über die Legislaturperioden

### Vor 1945
Siehe Artikel zur Geschichte Hamburgs und zur Geschichte der Bürgerschaft. Des Weiteren Hamburger Senat 1861–1919; Hamburger Senat 1919–1933; Hamburger Senat im Nationalsozialismus.

### 1945 bis 2011
Hamburg wurde von 1946 bis 1953 sowie von 1957 bis 2001 von SPD-geführten Senaten regiert. Zwischenzeitlich gab es von 1953 bis 1957 eine bürgerliche Koalition aus CDU, FDP und Deutscher Partei unter dem CDU-Politiker Kurt Sieveking. Nachdem 1993 das Hamburgische Verfassungsgericht die Bürgerschaftswahl von 1991 aufgrund undemokratischer Kandidatenaufstellungen der CDU Hamburgs für ungültig erklärte, konnte erstmals eine Wählervereinigung (STATT Partei – Die Unabhängigen) mit dem ehemaligen CDU-Mitglied Markus Wegner ins Rathaus einziehen und bis 1997 mit der SPD kooperieren. Anschließend regierte eine Koalition aus SPD und GAL. Nach den Wahlen im Oktober 2001 regierte eine Koalition von CDU, Partei Rechtsstaatlicher Offensive und FDP, die am 9. Dezember 2003 durch den Ersten Bürgermeister Ole von Beust (CDU) aufgekündigt wurde. Die Neuwahlen am 29. Februar 2004 endeten erstmals mit einer absoluten Mehrheit für die CDU. Die Partei Rechtsstaatlicher Offensive, die bei den vorigen Wahlen noch 19,4 % der Stimmen erhielt, und die ProDM/Schill von Ex-Innensenator Ronald Schill und Euro-Kritiker Bolko Hoffmann verpassten ebenso wie die FDP den Einzug in die Bürgerschaft. Die vor 2001 44 Jahre lang regierende SPD musste mit 30,5 % ihr schlechtestes Ergebnis nach 1945 hinnehmen, während die GAL deutlich zulegen konnte. Die absolute Mehrheit der CDU endete mit den Wahlen im Februar 2008 und es bildete sich eine Regierungskoalition aus CDU und GAL, die damit die erste Schwarz-grüne Landesregierung in Deutschland stellte. Ein zentrales politisches Projekt der Koalition, die Schulreform, scheiterte bei einem Volksentscheid am 18. Juli 2010. Noch während der Abstimmungszeit kündigte der Erste Bürgermeister Ole von Beust seinen Rücktritt zum 25. August 2010 an, Nachfolger wurde der bisherige Innensenator Christoph Ahlhaus. Der neue Senat Ahlhaus zerbrach schon am 28. November 2010 mit dem Rückzug der GAL aus der Koalition. Bis zur Wahl eines neuen Ersten Bürgermeisters am 7. März 2011 nach den vorgezogenen Neuwahlen vom 20. Februar 2011 stellten die verbliebenen CDU-Senatoren einen Minderheitensenat.

### Aktueller Senat
Peter Tschentscher, SPD: Erster Bürgermeister und Präsident des Senats, seit 28. März 2018
Katharina Fegebank, Bündnis 90/Die Grünen: Zweite Bürgermeisterin, seit 15. April 2015

### Wahlergebnisse
| Wahltermin                      | Wahlbet. | SPD    | CDU    | Grüne1 | FDP    | Die Linke2 | AfD   | PRO    | STATT | DP     | VBH (1949)/ HB (1953) | KPD    | Übrige |
| ------------------------------- | -------- | ------ | ------ | ------ | ------ | ---------- | ----- | ------ | ----- | ------ | --------------------- | ------ | ------ |
| 1. Wahl vom 13. Oktober 1946    | 79,0 %   | 43,1 % | 26,7 % | –      | 18,2 % | –          | –     | –      | –     | –      | –                     | 10,4 % | 1,6 %  |
| 2. Wahl vom 16. Oktober 1949    | 70,5 %   | 42,8 % | s. VBH | –      | s. VBH | –          | –     | –      | –     | 13,3 % | 34,5 %                | 7,4 %  | 2,0 %  |
| 3. Wahl vom 1. November 1953    | 81,0 %   | 45,2 % | s. HB  | –      | s. HB  | –          | –     | –      | –     | s. HB  | 50,0 %                | 3,2 %  | 1,6 %  |
| 4. Wahl vom 10. November 1957   | 77,3 %   | 53,9 % | 32,2 % | –      | 8,6 %  | –          | –     | –      | –     | 4,1 %  | –                     | –      | 1,2 %  |
| 5. Wahl vom 12. November 1961   | 72,3 %   | 57,4 % | 29,1 % | –      | 9,6 %  | –          | –     | –      | –     | –      | –                     | –      | 3,9 %  |
| 6. Wahl vom 27. März 1966       | 69,8 %   | 59,0 % | 30,0 % | –      | 6,8 %  | –          | –     | –      | –     | –      | –                     | –      | 4,2 %  |
| 7. Wahl vom 22. März 1970       | 73,4 %   | 55,3 % | 32,8 % | –      | 7,1 %  | –          | –     | –      | –     | 0,1 %  | –                     | –      | 4,7 %  |
| 8. Wahl vom 3. März 1974        | 80,4 %   | 45,0 % | 40,6 % | –      | 10,9 % | –          | –     | –      | –     | –      | –                     | –      | 3,5 %  |
| 9. Wahl vom 4. Juni 1978        | 76,6 %   | 51,5 % | 37,6 % | 4,5 %  | 4,8 %  | –          | –     | –      | –     | –      | –                     | –      | 1,7 %  |
| 10. Wahl vom 6. Juni 1982       | 77,8 %   | 42,7 % | 43,2 % | 7,7 %  | 4,9 %  | –          | –     | –      | –     | –      | –                     | –      | 1,5 %  |
| 11. Wahl vom 19. Dezember 1982  | 84,0 %   | 51,3 % | 38,6 % | 6,8 %  | 2,6 %  | –          | –     | –      | –     | –      | –                     | –      | 0,7 %  |
| 12. Wahl vom 9. November 1986   | 77,8 %   | 41,7 % | 41,9 % | 10,4 % | 4,8 %  | –          | –     | –      | –     | –      | –                     | –      | 1,2 %  |
| 13. Wahl vom 17. Mai 1987       | 79,5 %   | 45,0 % | 40,5 % | 7,0 %  | 6,5 %  | –          | –     | –      | –     | –      | –                     | –      | 1,0 %  |
| 14. Wahl vom 2. Juni 1991       | 66,1 %   | 48,0 % | 35,1 % | 7,2 %  | 5,4 %  | 0,5 %      | –     | –      | –     | –      | –                     | –      | 3,8 %  |
| 15. Wahl vom 19. September 1993 | 69,6 %   | 40,4 % | 25,1 % | 13,5 % | 4,2 %  | 0,5 %      | –     | –      | 5,6 % | –      | –                     | –      | 10,7 % |
| 16. Wahl vom 21. September 1997 | 68,7 %   | 36,2 % | 30,7 % | 13,9 % | 3,5 %  | 0,7 %      | –     | –      | 3,8 % | 0,0 %  | –                     | –      | 11,1 % |
| 17. Wahl vom 23. September 2001 | 71,0 %   | 36,5 % | 26,2 % | 8,6 %  | 5,1 %  | 0,4 %      | –     | 19,4 % | 0,4 % | –      | –                     | –      | 3,8 %  |
| 18. Wahl vom 29. Februar 2004   | 68,7 %   | 30,5 % | 47,2 % | 12,3 % | 2,8 %  | 0,4 %      | –     | 0,4 %  | –     | –      | –                     | –      | 6,8 %  |
| 19. Wahl vom 24. Februar 2008   | 63,5 %   | 34,1 % | 42,6 % | 9,6 %  | 4,8 %  | 6,4 %      | –     | –      | –     | –      | –                     | –      | 2,5 %  |
| 20. Wahl vom 20. Februar 2011   | 57,3 %   | 48,4 % | 21,9 % | 11,2 % | 6,7 %  | 6,4 %      | –     | –      | –     | –      | –                     | –      | 5,4 %  |
| 21. Wahl vom 15. Februar 2015   | 56,5 %   | 45,6 % | 15,9 % | 12,3 % | 7,4 %  | 8,5 %      | 6,1 % | –      | –     | –      | –                     | –      | 4,2 %  |
| 22. Wahl vom 23. Februar 2020   | 63,2 %   | 39,2 % | 11,2 % | 24,2 % | 4,97 % | 9,1 %      | 5,3 % | –      | –     | –      | –                     | –      | 6,0 %  |
| 23. Wahl vom 2. März 2025       | 67,6 %   | 33,5 % | 19,8 % | 18,5 % | 2,3 %  | 11,2 %     | 7,5 % | –      | –     | –      | –                     | –      | 7,2 %  |

- 1 1978 Bunte Liste und GLU, bis 2011 Grün-Alternative Liste
- 2 Bis 2007 PDS.

Zu detaillierteren Ergebnissen und Sitzverteilungen – auch der Bezirksversammlungen – siehe Wahlergebnisse in Hamburg.

## Themen der Politik
Die Themen der Politik, mit denen sich Bürgerschaft und Senat befassen, umfassen ein breites Spektrum. Sie reichen von außenpolitischen Themen über die Gesetzgebung des Bundes bis hin zu kommunalen Angelegenheiten, die gegebenenfalls auch in den Bezirksversammlungen thematisiert werden. Außerhalb der Verfassungsorgane widmen sich zudem die politischen Parteien der Hansestadt, aber auch andere Institutionen, Vereine, Verbände und bürgerlichen Interessengruppen unterschiedlichen Themenbereichen.
Beispiele einiger politischer Themen mit besonderem Bezug zu Hamburg:

### Bildung und Wissenschaft
- Umstrukturierung der Hamburger Hochschullandschaft (ab 2002), wie Schaffung von Fakultäten und Eingliederung der Hamburger Universität für Wirtschaft und Politik in die Universität Hamburg (2005)
- Einführung von Studiengebühren an den Hochschulen (2004)
- Reformen im allgemeinen Schulsystem, wie die Schulreform in Hamburg (mit Volksentscheid 2010)

### Finanzen und Haushalt
- Aktuelle Verschuldung, beziehungsweise die Erreichung eines ausgeglichenen Staatshaushaltes
- Finanzierung beziehungsweise Kostensteigerung bei Großprojekten, wie Elbphilharmonie (ab 2004) oder U-Bahn-Linie 4 (ab 2007)
- Ein 2010 eingesetzter Parlamentarischer Untersuchungsausschuss „Elbphilharmonie“ zur Aufklärung der Bauverzögerungen und Kostensteigerungen
- Die finanzielle Krise der Landesbank HSH Nordbank mit daraus resultierenden 2009 in Hamburg und Schleswig-Holstein eingesetzten Untersuchungsausschüssen

### Stadtentwicklung und Umwelt
- Stadtentwicklung unter dem Motto Wachsende Stadt (seit 2008 Wachsen mit Weitsicht)
- Bau der HafenCity und weitere Entwicklung von Veddel, Wilhelmsburg bis Harburg unter dem Motto Sprung über die Elbe
- Gentrifizierung von Stadtteilen
- Zuschüttung des Mühlenberger Lochs für die Erweiterung des Airbus-Firmengeländes (2001–2003)
- Bau des Kraftwerks Moorburg (2007)

### Inneres und Justiz
- Das Thema Innere Sicherheit war mitentscheidend beim Regierungswechsel im Jahr 2001
- Verschärfung der Strafvollzugspolitik auf Initiative des Justizsenators Roger Kusch

### Verkehr und Infrastruktur
- Bau einer Straßenverbindung zwischen zwei Autobahnen im Hafen (Hafenquerspange/Hafenpassage) und Verlegung der Wilhelmsburger Reichsstraße
- Abschaffung der Straßenbahn (1978) und zwischenzeitlich geplante Einführung der Stadtbahn Hamburg
- Privatisierung der Gas-, Strom- und Fernwärmeversorgung (HeinGas Hamburger Gaswerke GmbH zu E.ON Hanse 2003, Hamburgische Electricitäts-Werke zu Vattenfall 2002) und der Gegentrend der „Rekommunalisierung in Hamburg“

### Volksentscheide und Wahlrecht
- Einführung der Volksgesetzgebung in Hamburg (1996) und spätere Begehren zu dessen Stärkung
- Änderung des Wahlrechts (ab 2004)

### Wirtschaft und Hafen
- Ausbau und Anpassung des Hamburger Hafens
- Seit 1818 betriebene Elbvertiefung, um großen Containerschiffen die Durchfahrt von der Elbmündung bis zum Hafen zu ermnöglichen

### Weitere Themen
- Privatisierung des Landesbetriebs Krankenhäuser zu Asklepios Kliniken Hamburg (2007)
- Bauwagenplatze bzw. deren Räumung (Bambule 2002)
- Seit dem Ende des Zweiten Weltkriegs diskutierte Fusion der nördlichen Bundesländer zu einem Nordstaat

### Historische Themen
- Hamburger Hafenarbeiterstreik 1896/1897
- Wahlrechtsraub (1906)
- Hafenstraße (Hausbesetzung 1984–1990)

### Europapolitik
Hamburg vertritt seine Interessen in der Europäischen Union durch Mitwirkung in verschiedenen Organen und Gremien, z. B. im Europäischen Parlament, dem Europäischen Ausschuss der Regionen und durch die Vertretung der Länder Hamburg und Schleswig-Holstein bei der EU, dem sogenannten Hanse-Office. Die Europapolitik Hamburgs wird durch die Senatskanzlei koordiniert. In der Hamburgischen Bürgerschaft ist für die europapolitischen Querschnittsthemen der Europaausschuss zuständig.